# Napaea orpheus
Espèce
Napaea orpheus est une espèce d'insectes lépidoptères (papillons) appartenant à la famille des Riodinidae, à la sous-famille des Riodininae et au genre Napaea.

## Dénomination
Napaea orpheus a été décrit par John Obadiah Westwood en 1851 sous le nom de Cremna orpheus.

## Écologie et distribution
Napaea orpheus est présent en Guyane et au Brésil.

### Protection
Pas de statut de protection particulier.